# とさこちラジオ
とさこちラジオは、2022年3月28日から高知放送ラジオ（RKCラジオ）で放送されている生ワイド番組である。午後からは13時30分から16時50分に『とさこちラジオw』が放送されていた。

## 概要
それまで放送していた『あさドレッわいど』『笑ジオ』の放送枠を統合して『とさこちラジオw』とともに2022年3月28日から高知放送新社屋で放送が開始されることに合わせて放送が開始された。
スタジオを飛び出して高知県内の各地でサテライトスタジオを作って公開生放送する時は午後のとさこちラジオwとともに『ラジオキャラバン』として放送する。

## 放送時間
- 月曜日から金曜日　7時45分～11時30分

### 過去の放送時間
- 放送開始 - 2023年9月　8時20分～11時30分

## コーナー

### 月曜日
- とれたて旬探訪
- 高知新聞トピックス（9時頃 - ）
- 高知県こども詩集やまもも（9時10分頃 - ）
- 園芸相談（9時15分頃 - ）
- 高知県からのお知らせ（9時50分頃 - ）
- UetaLABOの土作り研究栽培（第1週、10時20分頃 - ）
- 気になる健康ファミリードクター（10時35分頃 - ）
- エコ・ECOアラカルト（11時10分頃 - ）

### 火曜日
- とれたて旬探訪
- 高知新聞トピックス（9時頃 - ）
- 高知県こども詩集やまもも（9時10分 - ）
- BOOKSランキング（9時15分頃 - ）
- 高知県からのお知らせ（9時50分頃 - ）
- キタムラの聴いて徳するいい話！（毎月第1・第3週 11時10分頃 - ）
- I Love Dogs R!（毎月第2・第4週 11時10分頃 - ）

### 水曜日
- とれたて旬探訪
- 高知新聞トピックス（9時頃 - ）
- 高知県こども詩集やまもも（9時10分 - ）
- あっちこっちクイズ（第1週9時25分 - ）
- 高知県からのお知らせ（9時50分頃 - ）
- こんなとき、どうする？（毎月第2・3・4週 10時35分頃 - ）

### 木曜日
- 木曜市リポート（8時50分頃 - ）
- 高知新聞トピックス（9時頃 - ）
- 高知県こども詩集やまもも（9時10分頃 - ）
- ニュース皿鉢料理（9時15分頃 - ）
- 高知県からのお知らせ（9時50分頃 - ）
- 暮らしの健康チェックメディカル通信（毎月第1・3週 10時35分頃 - ）

## パーソナリティー
太字はRKCアナウンサー
- 月曜日 - 久保田浩史、花房果子
- 火曜日 - 有吉都、柴田恵介（しばっち）、筒井啓文
- 水曜日 - 揚田葵衣、渡辺さおり
- 木曜日 - 丸山修、武内有子

花房果子、柴田恵介、筒井啓文、渡辺さおり、武内有子はとさこちラジオWからの続投

## 過去
火曜日 - 井津葉子:退職に伴い有吉都に交代